# Dziurka od Klucza (Smylowe Skały)
Dziurka od Klucza – jaskinia we wsi Złożeniec, w województwie śląskim, w powiecie zawierciańskim, w gminie Pilica. Znajduje się w Smylowych Skałach, na porośniętym lasem wzniesieniu po zachodniej stronie skały Biśnik, na orograficznie prawym zboczu Doliny Wodącej. Wzniesienie to należy do mikroregionu Pasmo Niegowonicko-Smoleńskie na Wyżynie Częstochowskiej będącej częścią Wyżyny Krakowsko-Częstochowskiej.

## Opis obiektu
Smylowe Skały tworzą amfiteatralne półkole, którego dolny koniec schodzi niemal do podstawy wzgórza. W górnej części tego półkola, w bardzo stromej skarpie o północno-wschodniej ekspozycji znajduje się otwór schroniska w kształcie dziurki od klucza. Wejście do niego jest trudne z powodu dużej stromości i śliskości skarpy (jest dość gładka i porośnięta mchami). Za otworem jest korytarzyk o ogładzonych ścianach. Na jego końcu znajduje się niewielka salka, w której korytarzyk zakręca w lewo. Jego dalsza część za salką jest ciaśniejsza i nieco meandrująca. W salce jest wyraźna rynna denna, wskazująca, że schronisko powstało w strefie wadycznej.
Schronisko powstało w późnojurajskich wapieniach skalistych, prawdopodobne na niewielkim uskoku. W jego korytarzu wstępnym występują zaschnięte polewy mleka wapiennego, a na stropie brekcje tegoż mleka i kalcytu. Więcej Nacieków jest w korytarzyku za salką. Są tutaj świeże i zaschnięte polewy mleka wapiennego i nacieki grzybkowe, zaś w na samym końcu korytarzyka kalcytowy naciek tworzy stalagmit dzielący korytarzyk na dwie części. Namulisko składa się z gliny zmieszanej z piaskiem, a w końcowej części korytarzyka z wapiennego gruzu. Początkowa część schroniska jest sucha, dalsza jest ciemna. Przy otworze rozwijają się mchy, nieco głębie glony. Wewnątrz obserwowano duże ilości muchówek i ciem.

## Historia poznania i dokumentacji
Schronisko zapewne znane było od dawna, nikłe ślady wewnątrz wskazują, że odwiedzane było rzadko. Po oraz pierwszy opisane zostało w 1991 r. A. Polonius dla Zarządu Zespołu Jurajskich Parków Krajobrazowych woj. katowickiego. Plan schroniska sporządził A. Polonius we wrześniu 1991 r.

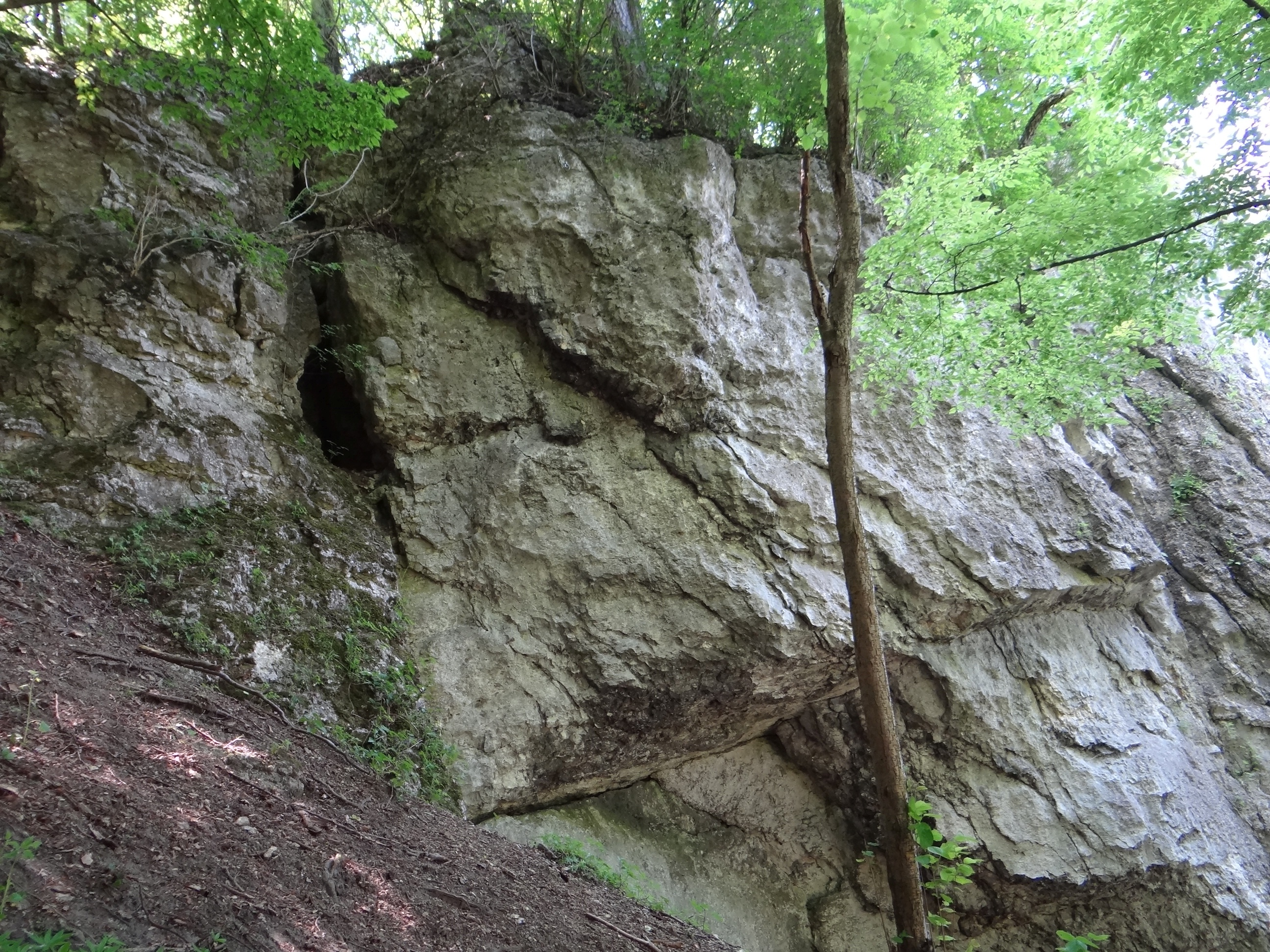
Smylowe Skały z otworem schroniska